# Оттенки синего
«Отте́нки си́него» (англ. Shades of Blue) — американский телевизионный сериал с Дженнифер Лопес в главной роли, премьера которого состоялась 7 января 2016 года на NBC как часть сезона 2015/16 годов. В центре сюжета находится полицейский и мать-одиночка, которой приходится работать под прикрытием для ФБР, чтобы бороться с коррупцией.
Сериал был заказан NBC 21 февраля 2014 года для сезона 2015/16 года, обходя стадию производства пилота. Осенью 2014 года Барри Левинсон занял пост режиссёра пилотного эпизода, написанного Эди Хасаком. В феврале 2015 года Дреа де Маттео и Рэй Лиотта присоединились к проекту в ролях жесткого полицейского и лейтенанта соответственно.
5 февраля 2016 года NBC продлил сериал на второй сезон, премьера которого состоялась 5 марта 2017 года. 17 марта телесериал был продлён на третий сезон, который стал для сериала последним.

## Актёры и персонажи

### Главные роли
- Дженнифер Лопес — детектив Харли Сантос, коррумпированный офицер детективной службы уличных преступлений в 64-м отделе NYPD в Бруклине и информатор ФБР. Мать-одиночка, воспитывает шестнадцатилетнюю дочь Кристину. Состоит в команде Мэтта Возняка. После ареста ФБР в ходе расследования по борьбе с коррупцией она становится неохотным информатором против Возняка в обмен на иммунитет[11].
- Рэй Лиотта — лейтенант Мэтт Во́зняк, коррумпированный командир детективной группы уличных преступлений 64-го отдела. Двадцать пять лет отслужил в полиции и шесть лет провёл в корпусе морской пехоты США. Очень близок с Харли и Кристиной, к которым относится как к своим дочерям[11].
- Дреа де Маттео — детектив Тэсс Назарио[11].
- Уоррен Коул — специальный агент Роберт Шталь, агент ФБР в отделе по борьбе в коррупцией и куратор Харли, который вскоре оказывается ей одержим.
- Дайо Окенайи — детектив Майкл Ломан, новичок, назначенный в 64-й отдел.
- Хэмптон Флакер — детектив Маркус Туфо[12].
- Винсент Лареска — детектив Карлос Эспада.
- Сара Джеффри — Кристина Сантос, дочь Харли и музыкальный вундеркинд[13].
- Джино Энтони Песи — помощник окружного прокурора Джеймс Нава, любовный интерес Харли[14].

### Второстепенный состав
- Сантино Фонтана — детектив Дэвид Саперштейн, член команды Возняка.
- Майкл Эспер — лейтенант Донни Помп, коррумпированный член отдела внутренних дел в Нью-Йорке, который находится в союзе с Возняком.
- Лолита Давидович (1 сезон) и Маргарет Колин (2 сезон) — Линда Возняк, жена Мэтта.
- Энни Чанг — специальный агент Молли Чен, напарница Стоула.
- Лесли Силва — Гейл Бейкер.
- Марк Дэклин — Джо Назарио, муж Тэсс.
- Эрика Эш — Эрика, любовный интерес Ломана.
- Кэтрин Кейтс — мать Дэвида.
- Антонио Харамильо — Мигель Зепейда, жестокий бывший парень Харли, отец Кристины. Был заключён в тюрьму за убийство, которое повесили на него Харли и Возняк, чтобы сохранить жизнь Харли и Кристины в безопасности.
- Анна Ганн — советник Джулия Эйрс, кандидат в мэры Нью-Йорка. Она была членом команды Возняка до её продвижения в капитаны. В течение второго сезона она становится предметом расследования ФБР под руководством Стоула.

## Список эпизодов
| Сезоны | Сезоны | Эпизоды | Оригинальная дата показа | Оригинальная дата показа |
| Сезоны | Сезоны | Эпизоды | Премьера сезона          | Финал сезона             |
| ------ | ------ | ------- | ------------------------ | ------------------------ |
|        | 1      | 13      | 7 января 2016            | 31 марта 2016            |
|        | 2      | 13      | 5 марта 2017             | 21 мая 2017              |
|        | 3      | 10      | 17 июня 2018             | 19 августа 2018          |

### Сезон 1 (2016)
| № общий | № в сезоне | Название                                                      | Режиссёр         | Автор сценария                                                                     | Дата премьеры   | Зрители в США (млн) |
| ------- | ---------- | ------------------------------------------------------------- | ---------------- | ---------------------------------------------------------------------------------- | --------------- | ------------------- |
| 1       | 1          | «Пилотный выпуск» «Pilot»                                     | Барри Левинсон   | Ади Хасак                                                                          | 7 января 2016   | 8,55                |
| 2       | 2          | «Первородный грех» «Original Sin»                             | Барри Левинсон   | Сюжет: Джек Орман, Дж. Дэвид Шэнкс Телесценарий: Джек Орман                        | 14 января 2016  | 6,64                |
| 3       | 3          | «Лживый Вид, Лживое Сердце» «False Face, False Heart»         | Дэн Лернер       | Майк Дэниэлс и Вульф Коулман                                                       | 21 января 2016  | 6,94                |
| 4       | 4          | «Кто мне расскажет, кем я стал» «Who Can Tell Me Who I Am»    | Дэн Лернер       | Ялинь Чанг и Бенжамин Дэниэл Лобату                                                | 28 января 2016  | 6,49                |
| 5       | 5          | «Равное противодействие» «Equal and Opposite»                 | Дэн Лернер       | Тамара Бехер-Уилкинсон и Хулиан Мейохас                                            | 4 февраля 2016  | 5,64                |
| 6       | 6          | «Грехопадение» «Fall of Man»                                  | Дэн Лернер       | Сюжет: Марта Джин Кампс Телесценарий: Майк Дэниэлс и Вульф Коулман                 | 11 февраля 2016 | 5,40                |
| 7       | 7          | «Неоткрытая страна» «Undiscovered Country»                    | Дэвид Бойд       | Сюжет: Майк Дэниэлс Телесценарий: Джек Орман и Вульф Коулман                       | 18 февраля 2016 | 5,29                |
| 8       | 8          | «Хороший полицейский, плохой, полицейский» «Good Cop Bad Cop» | Дэвид Бойд       | Сюжет: Дж. Дэвид Шанкс Телесценарий: Никки Тоскано                                 | 25 февраля 2016 | 4,98                |
| 9       | 9          | «В прямом эфире» «Live Wire Act»                              | Миллисент Шелтон | Сюжет: Тамара Бехер-Уилкинсон Телесценарий: Вульф Коулман и Тамара Бехер-Уилкинсон | 3 марта 2016    | 4,77                |
| 10      | 10         | «Дьявольские козни» «What Devil Do»                           | Миллисент Шелтон | Майк Дэниэлс                                                                       | 10 марта 2016   | 4,88                |
| 11      | 11         | «Брешь» «The Breach»                                          | Стивен Депол     | Вульф Коулман                                                                      | 17 марта 2016   | 5,10                |
| 12      | 12         | «Ибо я грешен» «For I Have Sinned»                            | Стивен Депол     | Майк Дэниэлс                                                                       | 24 марта 2016   | 5,13                |
| 13      | 13         | «Одна последняя ложь» «One Last Lie»                          | Пол Маккрейн     | Джек Орман                                                                         | 31 марта 2016   | 5,43                |

### Сезон 2 (2017)
| № общий | № в сезоне | Название                                                 | Режиссёр               | Автор сценария                                                                     | Дата премьеры  | Зрители в США (млн) |
| ------- | ---------- | -------------------------------------------------------- | ---------------------- | ---------------------------------------------------------------------------------- | -------------- | ------------------- |
| 14      | 1          | «Непрощённая» «Unforgiven»                               | Томас Картер           | Джек Орман и Вульф Коулман                                                         | 5 марта 2017   | 5,25                |
| 15      | 2          | «Затишье перед бурей» «Eye of the Hurricane»             | Кристофер Мисиано      | Ник Тил и Джессика Грасл                                                           | 12 марта 2017  | 4,84                |
| 16      | 3          | «Охота на призрака» «Ghost Hunt»                         | Кристофер Мисиано      | Николь Р. Леви и Рашад Райсани                                                     | 19 марта 2017  | 4,09                |
| 17      | 4          | «Папина дочка» «Daddy's Girl»                            | Пол Маккрейн           | Майкл С. Мартин и Марта Джин Кампс                                                 | 26 марта 2017  | 4,36                |
| 18      | 5          | «Милая Кэролайн» «Sweet Caroline»                        | Пол Маккрейн           | Вульф Коулман и Джессика Грасл                                                     | 2 апреля 2017  | 4,12                |
| 19      | 6          | «Трещина» «Fracture»                                     | Питер Уэллер           | Николь Р. Леви и Джессика Грасл                                                    | 9 апреля 2017  | 3,98                |
| 20      | 7          | «Дом, разделённый надвое» «A House Divided»              | Питер Уэллер           | Вульф Коулман и Марта Джин Кампс                                                   | 16 апреля 2017 | 4,05                |
| 21      | 8          | «Неоплаченные долги» «Unpaid Debts»                      | Джим Маккей            | Рашад Райсани и Ник Тил                                                            | 23 апреля 2017 | 4,13                |
| 22      | 9          | «В прямом эфире» «Chaos Is Come Again»                   | Джим Маккей            | Вульф Коулман                                                                      | 30 апреля 2017 | 4,53                |
| 23      | 10         | «Тем, кто борется с монстрами» «Whoever Fights Monsters» | Феликс Энрикез Алькала | Рашад Райсани и Николь Р. Леви                                                     | 7 мая 2017     | 4,09                |
| 24      | 11         | «Цена милосердия» «The Quality Of Mercy»                 | Феликс Энрикез Алькала | Джессика Грасл и Марта Джин Кампс                                                  | 14 мая 2017    | 4,64                |
| 25      | 12         | «Маски сорваны» «Behind The Mask»                        | Стивен Депол           | Вульф Коулман и Майкл С. Мартин                                                    | 21 мая 2017    | 3,78                |
| 26      | 13         | «Сломанные куклы» «Broken Dolls»                         | Стивен Депол           | Сюжет: Джессика Грасл и Джек Орман Телесценарий: Марта Джин Кампс и Николь Р. Леви | 21 мая 2017    | 4,10                |

### Сезон 3 (2018)
| № общий | № в сезоне | Название                                                | Режиссёр   | Автор сценария | Дата премьеры   | Произв. код | Зрители в США (млн) |
| --- | ---------- | ------------------------------------------------------- | ---------- | -------------- | --------------- | ----------- | ------------------- |
| 27 | 1          | «Good Police» «Хорошие полицейские»                     | Неизвестно | Неизвестно     | 17 июня 2018    | 301         | 3.52                |
| 28 | 2          | «The Hollow Crown» «Полая корона»                       | Неизвестно | Неизвестно     | 24 июня 2018    | 302         | 3.10                |
| Харли собирает доказательства коррупции в 64-м отделе нью-йоркской полиции. Возняк пытается защитить Харли и других сотрудников от возможных угроз извне.                                                                       |            |                                                         |            |                |                 |             |                     |
| 29 | 3          | «That Way Madness Lies» «Путь безумной лжи»             | Неизвестно | Неизвестно     | 1 июля 2018     | 303         | 3.50                |
| Харли задумывается о будущем, ставя под сомнение свое здравомыслие. Возняк умело хранит секреты даже от близких, а Ломан запугивает свидетеля.                                                                                  |            |                                                         |            |                |                 |             |                     |
| 30 | 4          | «A Walking Shadow» «Прогуливающаяся тень»               | Неизвестно | Неизвестно     | 8 июля 2018     | 304         | 2.90                |
| Харли сфокусирована на отзыве разведывательного подразделения. Целеустремленность агента Стоула приближает его к Нью-Йорку. Возняк использует Уоллеса. Тем временем детектив Эспада пытается сохранить секреты от Маркуса Туфо. |            |                                                         |            |                |                 |             |                     |
| 31 | 5          | «The Blue Wall» «Голубая стена»                         | Неизвестно | Неизвестно     | 15 июля 2018    | 305         | 3.23                |
| Харли обнаруживает, что разведка вовлечена в преступные схемы намного больше, чем она думала раньше. Рэмси дает заднюю, Туфо отстраняется от команды, а Ломан встречает девушку.                                                |            |                                                         |            |                |                 |             |                     |
| 32 | 6          | «The Reckoning» «Расплата»                              | Неизвестно | Неизвестно     | 22 июля 2018    | 306         | 3.10                |
| Харли и Возняк пытаются связать подразделение разведки с картелем, столкнувшись с последствиями взлома синей стены. |            |                                                         |            |                |                 |             |                     |
| 33 | 7          | «Straight Through the Heart» «Прямо сквозь сердце»      | Неизвестно | Неизвестно     | 29 июля 2018    | 307         | 2.98                |
| Харли берется за работу с кадрами. Тем временем Возняк пытается удержать Беннетта за решеткой. Очередное полицейское задание ставит жизни команды под угрозу.                                                                   |            |                                                         |            |                |                 |             |                     |
| 34 | 8          | «Cry Havoc» «Крик хаоса»                                | Неизвестно | Неизвестно     | 5 августа 2018  | 308         | 2.86                |
| Возняк подталкивает команду совершить опасный маневр против подразделения разведки. Тем временем Харли изо всех сил пытается придерживаться выбранного курса.                                                                   |            |                                                         |            |                |                 |             |                     |
| 35 | 9          | «Goodnight, Sweet Prince» «Спокойной ночи, милый принц» | Неизвестно | Неизвестно     | 12 августа 2018 | 309         | 3.22                |
| Харли раскрывает предательство. Коул пытается избежать придирок Рэмси. Возняк старется провести успешные переговоры с разведывательным подразделением.                                                                          |            |                                                         |            |                |                 |             |                     |
| 36 | 10         | «By Virtue Fall» «Через грех»                           | Неизвестно | Неизвестно     | 19 августа 2018 | 310         | 3.21                |
| Харли сталкивается с полицейской комиссией, и думает о результатах грядущей проверки. Тем временем Возняк и команда пытаются ей помочь извне, хотя сделать это оказывается намного сложнее, чем они предполагали изначально.    |            |                                                         |            |                |                 |             |                     |